# Люкс Дэвис, Ханна
Ха́нна Лю́кс Дэ́вис (англ. Hannah Lux Davis; род. 17 мая 1986, Белвью, Вашингтон, США) — американский клипмейкер, известный работой с такими артистами, как Ариана Гранде, Ники Минаж, Майли Сайрус, Хэйли Стейнфилд, Fifth Harmony, Деми Ловато, Little Mix, Джесси Джей, Тинаше и Лил Уэйн.

## Ранняя жизнь
Дэвис родилась 17 мая 1986 года в американском городке Белвью, Вашингтон, США. В возрасте 18-ти лет Ханна покинула родной Вашингтон, поступив в Нью-Йоркскую киноакадемию.

## Карьера
После киноакадемии, спустя всего год, юная Дэвис поступает в киношколу в Лос-Анджелесе. Для своих проектов она делала видеоклипы и решила продолжить карьеру в индустрии музыкальных видео. Дэвис окончила киношколу Лос-Анджелеса в 2006 году и полностью погрузилась в карьеру клипмейкера.
Некоторое время она работала визажистом, после посещения Cinema Makeup School (частная школа для изучения основ макияжа), дабы получить наборы музыкальных видеороликов, рекламных роликов и художественных фильмов.

## Награды и номинации
| Год  | Премия                 | Категория                  | Работа                                               | Результат |
| ---- | ---------------------- | -------------------------- | ---------------------------------------------------- | --------- |
| 2013 | MTV Video Music Awards | Лучшее хип-хоп видео       | «Love Me» Лила Уэйна (совместно с Дрейком & Future)  | Победа    |
| 2014 | MTV Video Music Awards | Восходящая звезда          | «Miss Movin' On» Fifth Harmony                       | Победа    |
| 2015 | MTV Video Music Awards | Лучшая совместная работа   | «Bang Bang» Джесси Джей, Арианы Гранде & Ники Минаж  | Номинация |
| 2015 | MTV Video Music Awards | Лучшая совместная работа   | «Love Me Harder» Арианы Гранде & The Weeknd          | Номинация |
| 2016 | MTV Video Music Awards | Лучшее женское видео       | «Into You» Арианы Гранде                             | Номинация |
| 2016 | MTV Video Music Awards | Лучшее поп-видео           | «Into You» Арианы Гранде                             | Номинация |
| 2016 | MTV Video Music Awards | Лучший монтаж              | «Into You» Арианы Гранде                             | Номинация |
| 2016 | MTV Video Music Awards | Лучшая операторская работа | «Into You» Арианы Гранде                             | Номинация |
| 2017 | iHeartRadio            | Лучшее музыкальное видео   | "Side to Side"Арианы Гранде (совместно с Ники Минаж) | Номинация |
| 2017 | MTV Video Music Award  | Лучшая операторская работа | "Side to Side"Арианы Гранде (совместно с Ники Минаж) | Ожидается |

## Фильмография

### Режиссёр

#### 2008
- Run Boy by Boomkat (2008)
- «By All Means» by National Product (2008)
- 20 Gauge Facelift by Caecelia (2008)

#### 2010
- «Human After All» by Twin Atlantic (May 25, 2010)
- «What Is Light? Where Is Laughter?» by Twin Atlantic (May 25, 2010)
- Like we Used to by A Rocket to the Moon (June 20, 2010)
- The Crow and the Butterfly by Shinedown (July 19, 2010)
- To Hell and Black by Blessthefall (July 27, 2010)
- I.D.G.A.F. by Breathe Carolina (August 1, 2010)

#### 2011
- I’m Survive You by BC Jean (May 19, 2011)
- «Brand New Bitch» by Anjulie (August 11, 2011)
- «Stand Behind The Music» by Anjulie (December 21, 2011)

#### 2012
- «Dancing with a Broken Heart» by Delta Goodrem (August 17, 2012)
- «Hella Bad» by NiRè AllDai (September 13, 2012)
- «Oath» by Cher Lloyd featuring Becky G (October 4, 2012)
- «Rum and Raybans» by Sean Kingston featuring Cher Lloyd (November 18, 2012)
- Hard to Forget by Tyler Blackburn and Anabel Englund (December 2, 2012)

#### 2013
- «With Ur Love» by Cher Lloyd (February 14, 2013)
- «Love Me» by Lil Wayne featuring Drake and Future (February 14, 2013)
- «Where You Are» by Jay Sean (March 22, 2013)
- «Crashing Down» by Kady Z (March 24, 2013)
- «Crazy Stupid Love» by My Crazy Girlfriend (March 25, 2013)
- «Tapout» by Rich Gang (May 5, 2013)
- «Inside Out» by NiRè AllDai(May 13, 2013)
- «Boomerang» by The Summer Set (June 3, 2013)
- «Homeless Romantic» by Itch featuring Adam Lazzara (June 25, 2013)
- «I’m Out» by Ciara featuring Nicki Minaj (June 30, 2013)
- «Miss Movin' On» by Fifth Harmony (July 15, 2013)
- «Me & My Girls» by Fifth Harmony (August 25, 2013)
- «We Been On» by Rich Gang featuring R. Kelly (September 5, 2013)
- «Vacation» by G.R.L. (September 9, 2013)
- «Marry Me» by Jason Derulo (September 23, 2013)
- «23» by Mike Will Made It featuring Miley Cyrus, Wiz Khalifa and Juicy J (September 24, 2013)
- «Good Time» by Paris Hilton featuring Lil Wayne (October 8, 2013)
- «100 Flavors» by Rich Gang featuring Kendrick Lamar (December 12, 2013)

#### 2014
- «Famous» by Kelleigh Bannen (January 23, 2014)
- «2 On» by Tinashe featuring Schoolboy Q (March 24, 2014)
- «On My Way» by Lea Michele (May 19, 2014)
- «Marilyn» by Alexa Goddard (June 26, 2014)
- «Come Alive» by Paris Hilton (July 15, 2014)
- «Bang Bang» by Jessie J, Ariana Grande and Nicki Minaj (August 24, 2014)
- «Burnin' Up» by Jessie J featuring 2 Chainz (October 8, 2014)
- «Love Me Harder» by Ariana Grande and The Weeknd (November 3, 2014)
- «Fun» by Megan Nicole (November 21, 2014)
- «Can’t Stop Dancin'» by Becky G (December 3, 2014)
- «Only» by Nicki Minaj featuring Drake, Lil Wayne and Chris Brown (December 12, 2014)

#### 2015
- «I Bet» by Ciara (March 9, 2015)
- «Como tú no hay dos» by Thalía & Becky G (March 19, 2015)
- «I’m Gonna Show You Crazy» by Bebe Rexha (April 21, 2015)
- «Sparks» by Hilary Duff (May 14, 2015)
- "High Off My Love by Paris Hilton featuring Birdman (May 15, 2015)
- «Flashlight» by Jessie J (April 23, 2015)
- «Solo Parecía Amor» by Thalía (April 28, 2015)
- «Hey Mama» by David Guetta featuring Nicki Minaj, Bebe Rexha and Afrojack (May 19, 2015)
- «Good Thing» by Sage the Gemini featuring Nick Jonas (May 21, 2015)
- «The Night Is Still Young» by Nicki Minaj (May 26, 2015)
- «Bad Girls» by MKTO (June 5, 2015)
- «Heartbeat» by G.E.M. (July 22, 2015)
- «Cool for the Summer» by Demi Lovato (July 23, 2015)
- «Around the World» by Natalie La Rose (July 24, 2015)
- «Love Myself» by Hailee Steinfeld (August 14, 2015)
- «Focus» by Ariana Grande (October 30, 2015)
- «Stand by You» by Rachel Platten (November 6, 2015)
- «Bang My Head» by David Guetta featuring Sia and Fetty Wap (November 6, 2015)

#### 2016
- «Gold» by Kiiara (March 21, 2016)
- «Love Is the Name» by Sofia Carson (April 10, 2016)
- «Me Too» by Meghan Trainor (May 9, 2016)
- «Boomerang» by JoJo Siwa (May 18, 2016)
- «Into You» by Ariana Grande (May 23, 2016)
- «This One’s for You» by David Guetta featuring Zara Larsson (June 10, 2016)
- «Superlove» by Tinashe (August 12, 2016)
- «Side to Side» by Ariana Grande featuring Nicki Minaj (August 28, 2016)
- «That’s My Girl» by Fifth Harmony (September 19, 2016)
- «Body Moves» by DNCE (October 11, 2016)
- «Telepathy» by Christina Aguilera featuring Nile Rodgers (October 30, 2016)
- «Bad Things» by Machine Gun Kelly and Camila Cabello (December 1, 2016)

#### 2017
- «I’m a Lady» by Meghan Trainor (March 3, 2017)
- «Good Life» by G-Eazy & Kehlani (March 17, 2017)
- «At My Best» by Machine Gun Kelly featuring Hailee Steinfeld (April 21, 2017)
- «No Promises» by Cheat Codes featuring Demi Lovato (May 16, 2017)
- «Most Girls» by Hailee Steinfeld (May 23, 2017)
- «Power» by Little Mix featuring Stormzy (June 8, 2017)
- «Kid in A Candy Store» by JoJo Siwa (June 23, 2017)
- «Sorry Not Sorry» by Demi Lovato (July 19, 2017)